# Club Deportivo Santa Anita
Le Club Deportivo Santa Anita, communément appelé Santa Anita, était un club de football professionnel salvadorien basé dans la ville de Santa Ana. 

## Histoire
Le club est engagé dans la Primera División de Fútbol Profesional entre 1949 et 1961. 
Il obtient son meilleur classement en championnat lors de la saison 1954-1955, où il se classe quatrième, avec 10 victoires, un match nul et 7 défaites.
Le club est à présent dissous.

## Personnalités liées au club

### Joueurs
- Rigoberto Guzmán

### Entraîneurs
- Marcelo Estrada